# Emmanuel Callander
Emmanuel Callander, född den 10 maj 1984, är en friidrottare från Trinidad och Tobago som tävlar på 100 meter.
Vid Olympiska sommarspelen 2008 deltog han i Trinidad och Tobagos stafettlag över 4 x 100 meter och blev där silvermedaljör efter Jamaica.
Vid VM 2009 tävlade han på både 100 meter och 200 meter. På den kortare distansen blev han utslagen i kvartsfinal och på den längre i semifinalen. Han ingick även i stafettlaget på 4 x 100 meter som slutade tvåa bakom Jamaica.

## Personliga rekord
- 100 meter - 10,08 från 2009
- 200 meter - 20,40 från 2009